# 宁德市广播电视台
宁德市广播电视台是中華人民共和國福建省宁德市的一家市級廣播電視媒體，亦为中共宁德市委直屬的正處級事業單位。其前身为2002年5月28日开播的宁德人民广播电台和1990年12月27日开播的宁德电视台，后于2023年12月28日合并，组建宁德市广播电视台。

## 历史沿革
宁德市广播电视台的历史最早可以追溯到1990年12月中华人民共和国广电部批准设立的宁德电视台。1991年12月，宁德电视台第一期节目《闽东新闻》以每周一档的形式在福建电视台一套节目插播。1994年12月，宁德电视台开始独立播送频道。2002年5月28日，自前一年9月开始筹建的宁德人民广播电台正式成立并开始试播，同年10月，宁德电视台、宁德人民广播电台迁入新落成的闽东广电中心大厦，新地址位于东侨开发区天湖东路10号。
2023年12月28日，宁德电视台、宁德人民广播电台合并为宁德市广播电视台，并正式挂牌成立。

## 节目
作为中共宁德市委、宁德市人民政府的市級廣播電視媒體，宁德市广播电视台有資格組織編排製作廣播電視節目，并负责转播中央和省级广播、电视节目，以服務中國共產黨、中华人民共和国各級政府的政治宣傳。该台的广播频率以及电视频道在每天晚上也会分别轉播中央人民广播电台的《全国新闻联播》以及中国中央电视台的《新闻联播》等新聞節目。
宁德市广播电视台主要的电视节目是《闽东新闻联播》（2017年7月前称作《闽东新闻》），其于电视台创立之初开始播出，并以報導在地新聞見長。此外亦有开设《闽东文化大观园》、《东侨新视野》、《十分关注》等广播电视栏目。此外，宁德电视台亦曾制作诸多纪录片，如《红色闽东行》、《家在东侨》等。主要的广播节目包括FM101.7频率宁德新闻综合广播播送的《1017说早安》、《爱车爱生活》、《二姐当家》和《约在宁德》等节目，以及FM93.3频率交通旅游广播播出的交通新闻、路况信息以及娱乐欣赏性节目等。

## 旗下资产
宁德市广播电视台為中共宁德市委直屬事業單位，並由中共宁德市委宣傳部直接主管。擁有2條電視頻道與2條廣播頻率。此外，其还拥有自己的微信公眾號、新浪微博、行動應用程式“今日闽东”等新媒體平台。

### 电视频道
| 頻道名稱     | 语言   | 广播格式                    | 啟播時間       | 频道前身                                                 | 備註 | 備註 |
| 新闻综合频道 | 普通話 | SD: PAL 576i 16:9 HD：1080i | 1990年12月27日 | 宁德电视台（主频）                                       | 宁德市第一個无线電視頻道，現時以新聞、時事、專題類節目為主                                                                 |      |
| 文化旅游频道 | 普通話 | SD: PAL 576i 16:9 HD：1080i | 1993年         | 宁德有线电视台 宁德电视台综艺影视频道 宁德电视台公共频道 | 宁德市第一個有线電視頻道，最早为录像频道，后改為政策性電視頻道，2022年轉型為文化旅游频道，現時以生活、文化、旅游类節目為主 |      |

### 广播频率
| 頻道名稱     | 语言   | 频道频率 | 啟播時間      | 频道前身                 | 備註                                                                               |
| 综合广播     | 普通話 | FM101.7  | 2002年5月28日 | 宁德人民广播电台（主频） | 宁德市第一個广播频率，以新聞為主，集新聞性、公益性、服務性、監督性為一體的綜合頻率 |
| 交通旅游广播 | 普通話 | FM93.3   | 2016年6月6日  |                          | 主要為駕車人士、游客服務的頻率，提供路況播報、生活資訊、旅游宣传節目               |